# Repetición rica en leucina

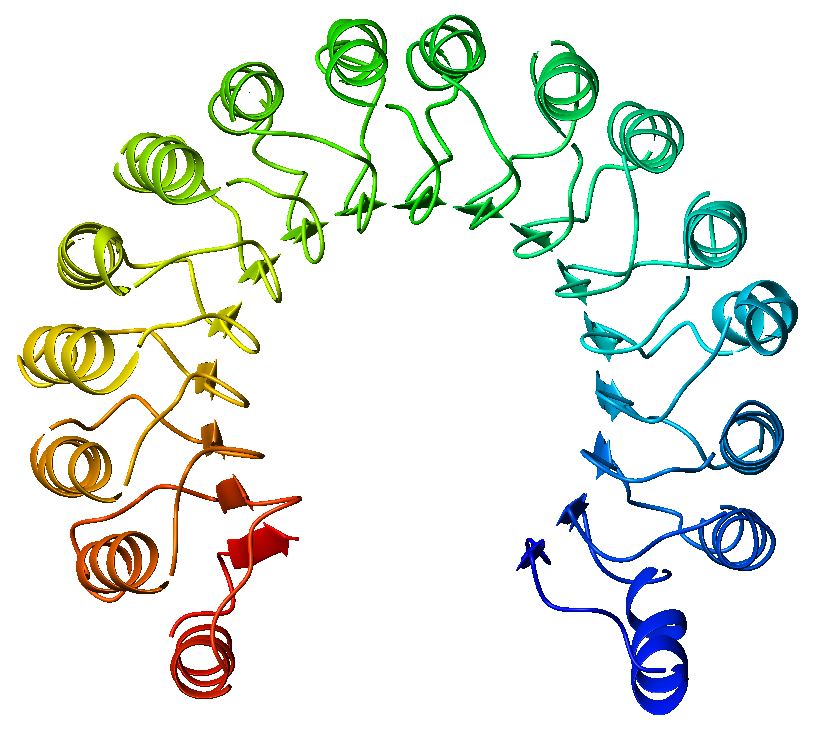
Ejemplo de una repetición rica en leucina en la proteína inhibidor de ribonucleasa.

Una repetición rica en leucina (LRR por sus siglas en inglés) es un motivo estructural de proteínas que forma un plegamiento en herradura α/β. Se compone de la repetición de 20-30 unidades del aminoácido hidrofóbico leucina.
Normalmente, cada unidad repetida tiene una estructura tipo lámina beta-giro-hélice alfa, y el dominio ensamblado, compuesto por muchas de estas repeticiones, tiene la forma de una herradura con un interior de láminas paralelas y un exterior de arreglos de hélices alfa. Una cara de la lámina beta y un lado del arreglo de hélices están expuestos al solvente y por ende poseen residuos hidrofílicos. La región entre las hélices y las láminas beta forma el núcleo hidrofóbico de la proteína y está estrechamente empaquetado con residuos de leucina. 
Las repeticiones ricas en leucina están con frecuencia involucrados en la formación de las interacciones proteína-proteína.

## Ejemplos
Los motivos de repeticiones ricas en leucina se han identificado en un gran número de proteínas no relacionadas funcionalmente. El ejemplo más conocido es el inhibidor de la ribonucleasa, pero otras proteínas tales como el regulador de tropomiosina, tropomodulina y los receptores tipo Toll también comparten este motivo. De hecho, el receptor tipo Toll posee diez motivos de repeticiones ricas en leucina sucesivos que sirven para unirse al antígeno.
Aunque la proteína con repeticiones ricas en leucina canónica contiene aproximadamente una hélice para cada lámina beta, las variantes que forman los plegamientos de superhélice beta-alfa a veces en lugar de hélices poseen largos bucles que unen sucesivas láminas beta.

## Lecturas complementarias
- R. K. Wierenga (2001). «The TIM-barrel fold: a versatile framework for efficient enzymes». FEBS Lett. 492 (3): 192-198. doi:10.1016/S0014-5793(01)02236-0.